# 朝鮮—巴基斯坦關係
朝鲜在外交与经济方面均与巴基斯坦有联系。两国于1972年11月9日建交，时任巴基斯坦总理的佐勒菲卡尔·阿里·布托为了加强与社会主义国家的联系，对朝鲜进行了国事访问。朝鲜在伊斯兰堡设有大使馆，在部分城市设有领事馆（总领事馆位于卡拉奇）；巴基斯坦的的大使馆位于平壤。
除了巴基斯坦国内反美情绪的滋长以及巴基斯坦与中华人民共和国的紧密关系，巴基斯坦民众对朝鲜的态度呈现两极分化的态势：27%的民众持正面态度，而27%持负面态度。

## 历史

### 伊朗-伊拉克战争
两伊战争期间，朝鲜与巴基斯坦均支持伊朗。朝鲜制造的武器与军事装备通过海运被送至巴基斯坦港口城市卡拉奇，接着这些装备被巴基斯坦武装部队经过地面道路护送至伊朗的边境，伊朗政府用其来打击伊拉克目标。

### 提供核支持的指控
美国政府官员指控伊朗曾秘密地向朝鲜提供军事方面的核技术。中央情报局声称通过卫星追踪到两国之间的几次空中航运。美国政府相信巴基斯坦一位高级原子研究科学家，阿卜杜勒·卡迪尔·汗曾多次前往朝鲜向朝鲜政府提供制造高浓缩铀的关键技术支持。

### 2002丑闻
在2002年，有信息称巴基斯坦为朝鲜的核弹头制造提供了大量帮助。阿卜杜勒·卡迪尔·汗被巴基斯坦政府软禁并被要求当众道歉，理由是“使国家蒙羞”。巴基斯坦政府不顾西方国家的压力，拒绝了让武器核查人员调查国内核设施这一多次被提出的请求，同时也禁止中央情报局直接审问阿卜杜勒·卡迪尔·汗。